# Том Галліксон
Том Галліксон (англ. Tom Gullikson; нар. 8 вересня 1951) — колишній американський тенісист.
Найвищу одиночну позицію світового рейтингу — 34 місце досяг 30 квітня, 1984, парну — 4 місце — 12 вересня, 1983 року.
Здобув 1 одиночний та 15 парних титулів.
Перемагав на турнірах Великого шолома в змішаному парному розряді.
Завершив кар'єру 1987 року.

## Фінали турнірів Великого шолома

### Парний розряд (1 поразка)
| Результат | Рік  | Турнір               | Покриття | Партнер       | Суперники                   | Рахунок       |
| --------- | ---- | -------------------- | -------- | ------------- | --------------------------- | ------------- |
| Поразка   | 1983 | Вімблдонський турнір | Трава    | Тім Галліксон | Пітер Флемінг Джон Макінрой | 4–6, 3–6, 4–6 |

### Мікст (1 перемога)
| Результат | Рік  | Турнір                           | Покриття | Партнер         | Суперники                                   | Рахунок       |
| --------- | ---- | -------------------------------- | -------- | --------------- | ------------------------------------------- | ------------- |
| Перемога  | 1984 | Відкритий чемпіонат США з тенісу | Тверде   | Мануела Малеєва | Елізабет Смайлі Джон Фіцджеральд (тенісист) | 2–6, 7–5, 6–4 |